# When the Party's Over
Singles de Billie Eilish
You Should See Me in a Crown
(2018) Come Out and Play
(2018)
Clip vidéo
[vidéo] « When the Party's Over », sur YouTube
When the Party's Over (stylisée en minuscules : « when the party's over ») est une chanson de l'auteure-compositrice-interprète américaine Billie Eilish extraite de son premier album studio, intitulé When We All Fall Asleep, Where Do We Go? et sorti le 29 mars 2019.
La chanson a été publiée en single le 17 octobre 2018, environ cinq mois et demi avant la sortie de l'album.
Aux États-Unis, la chanson a débuté à la 65e place du Billboard Hot 100 pour la semaine du 3 novembre 2018, atteignant sa meilleure position à la 29e place pour la semaine du 13 avril de l'année suivante,.
Cette chanson sera également reprise dans la série télévisée Riverdale, dans la saison 3, durant une scène  de réconciliation du couple formé par Archie Andrews, joué par K.J Apa, et Veronica Lodge, jouée par Camila Mendes. On peut également l'entendre dans les séries Netflix Baby, On my block et control Z.
La chanson est reprise par Lennikim en 2019.

## Composition
Cette chanson de Billie Eilish est écrite, composée et produite par son frère Finneas O'Connell.

## Clip vidéo
Dans le documentaire  Billie Eilish: The World's a Little Blurry sorti sur Apple TV+ en 2021, on voit l'artiste concevoir elle même le clip de When the Party's Over, réalisant pour commencer des tests avec sa mère dans le jardin du domicile familial. Il s'agit pour Billie de boire un liquide noir puis que des larmes de la même couleur coulent de son visage. Lorsque l'on installe le dispositif de "pipettes" au bord de ses yeux pour faire couler le liquide noir, la préposée lui dit « vous êtes courageuse ! », à quoi elle répond « mais c'est mon idée ! ». Par ailleurs, les choses se passent mal avec le réalisateur préposé au tournage du clip. Une fois les prises terminées, elle explique à son entourage qu'elle les réalisera désormais elle-même, et ce de façon définitive. En concert, le clip passe sur écran géant derrière Billie et Finneas alors qu'ils interprètent la chanson. 